# Marian Czapla

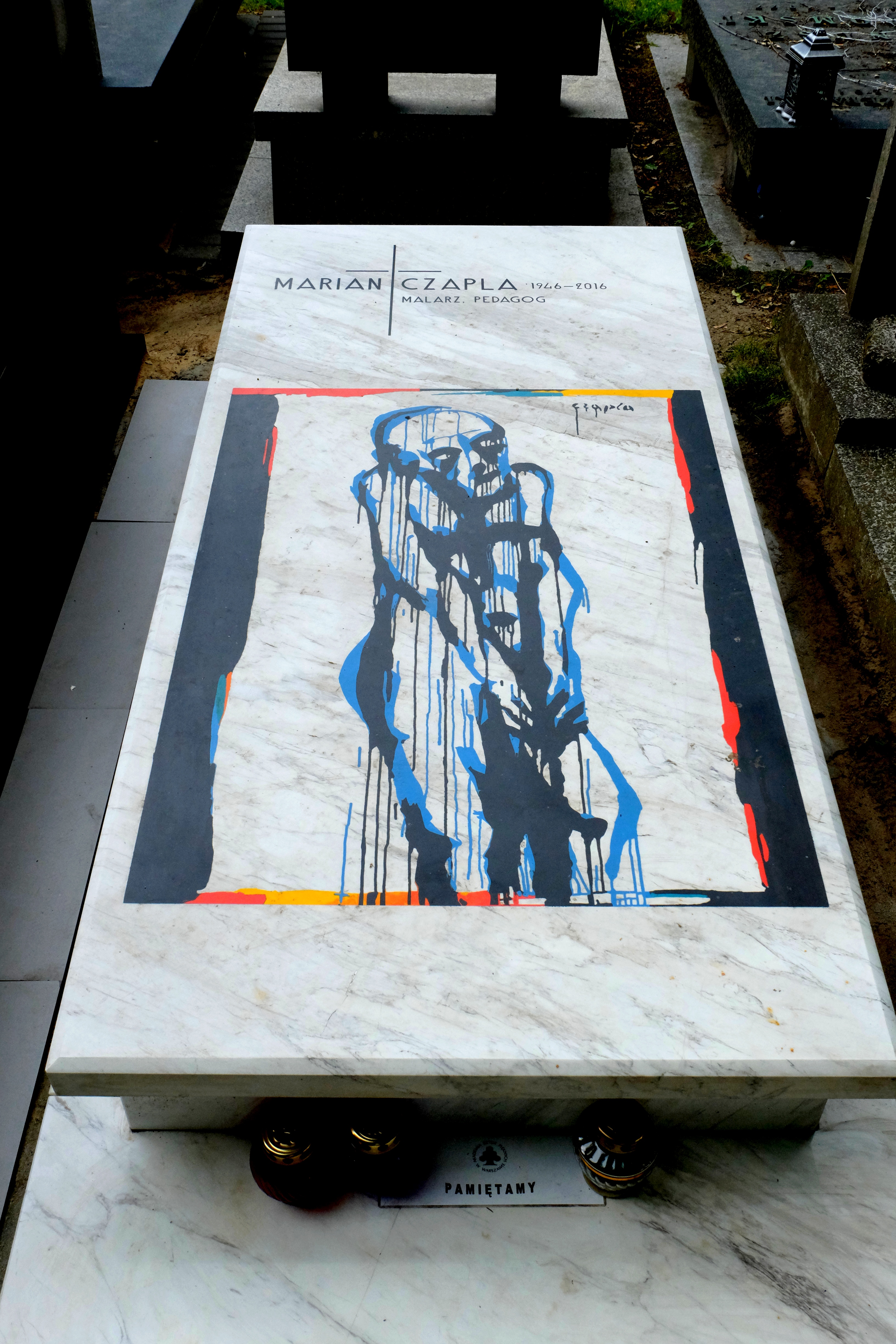
Grób Mariana Czapli na Cmentarzu Wojskowym na Powązkach w Warszawie

Marian Czapla (ur. 28 lipca 1946 w Gackach, zm. 12 stycznia 2016 w Warszawie) – polski malarz i grafik.

## Życiorys
Urodził się w Gackach koło Szydłowa. Był absolwentem Liceum Plastycznego w Kielcach. Uczęszczał do Akademii Sztuk Pięknych w Warszawie. Był uczniem Stefana Gierowskiego (malarstwo), Haliny Chrostowskiej, Józefa Pakulskiego (grafika).
Był współzałożycielem grupy artystycznej Sympleks S4, której był członkiem od 1974 do 1979 roku. Od roku 1972 był pracownikiem dydaktycznym (następnie profesorem) w swojej byłej uczelni. W Muzeum Narodowym w Kielcach w dniach 24 maja – 28 lipca 2002, w 30-lecie pracy artysty, zorganizowano wystawę, na której pokazano 155 jego prac.
Mieszkał w Warszawie. W 1979 został Honorowym Obywatelem Gminy Szydłów. Pochowany na Cmentarzu Wojskowym na Powązkach w Warszawie (kwatera 35B-4-8).